# Řehoř Osvětitel
Řehoř Osvětitel, též Řehoř Arménský či Grigor Lusavorič, latinsky Gregorius Illuminator, arménsky Գրիգոր Լուսավորիչ (257 – 334) byl zakladatel Arménské apoštolské církve, který sehrál zásadní roli v tom, že Arméni jako první národ světa přijali křesťanství jako státní náboženství.

## Život
Jeho původ zůstává obestřen tajemstvím, podle tradičního výkladu pocházel z arménského královského rodu Arsakovců, ale v útlém věku utekl do Cesareje v Kapadokii (na území dnešního Turecka), protože jeho otec byl najat Sasánovci na vraždu arménského krále Chosrova. Podle jiné verze byl unesen. Další verze to popírá a tvrdí, že byl Part, který do Kapadokie prchl před perským vpádem. Určitě však v Kapadokii přijal křest od cesarejského biskupa Leontia.
Vydal se zpět do Arménie a po cestě potkal krále Tiridatese (též Trdat III., Trdat Veliký), což byl jediný syn zmíněného krále Chosrova. Řehoř byl králem přijat do jeho dvora. Trdat III. považoval křesťanství za významnou politickou hrozbu, ale Řehořovi se podařilo udržet své křesťanské přesvědčení v tajnosti. Trdat byl vychován v Římě, kde se naučil jazyky a vojenskou taktiku. Císař Aurelianus ho pověřil velením římské legie v rámci tažení proti Sasánovcům v Arménii, v čemž byl r. 287 nakonec úspěšný. Podle arménských historiků se s ním měl Řehoř dostat do konfliktu, když po něm Trdat požadoval, aby obětoval kadidlo bohyni Anahitě, což Řehoř odmítl. Krále ještě více rozlítilo, když zjistil, že Řehoř je synem vraha jeho otce. Řehoř byl mučen, poté mu byly svázány ruce a nohy a byl uvržen do kobky plné hadů a štírů. Místo vězení se nazývalo Chor Virap (v arménštině "hluboká kobka", dnes je zde stejnojmenný klášter). V jámě prý strávil 13 let. Nezemřel hlady, neboť mu dle legendy nosila vodu a jídlo jakási vdova.
Zlom měl dle legend přijít ve chvíli, kdy král onemocněl, snad leprou, podle jiné verze se jednalo o psychickou nemoc, která u něj propukla poté, co nařídil vraždu Hripsimeh a Guyaneh, dvou panen, které šířily v Arménii křesťanství. O Řehořovo propuštění se zasloužily prosby královy sestry Chosrovaducht, mimo jiné prý měla sny, že se král uzdraví, když bude Řehoř propuštěn a bude pohřbeno 40 křesťanských žen, které byly v minulosti ukamenovány. Nikdo nevěřil, že by Řehoř v kobce přežil více, než několik dní. Přežití Řehoře po tak dlouhou dobu bylo považováno za zázrak, stejně jako to, že se král po Řehořově propuštění uzdravil. Poté od Řehoře přijal křesťanskou víru, Řehoř ho prý pokřtil roku 301 v řece Araks, která je dnes hraniční řekou s Tureckem. Toto datum je dnes v Arménii ctěno jako rok, kdy se křesťanství stalo státním náboženstvím. Bylo to zhruba 15 let předtím, než je jako "dovolené" (religio licita) uznal císař Konstantin I. v Římě.
Po propuštění Řehoř odjel do Cesareje v Kapadokii, kde byl biskupem Leanderem vysvěcen na biskupa Arménie. Poté se do Arménie vrátil a šířil zde křesťanství, přičemž kázal vždy v arménštině.
Především na břehu Eufratu pokřtil mnoho Arménů, včetně královské rodiny (někteří historici za datum přijetí křesťanství jako státního náboženství považují rok 314, kdy Řehoř pokřtil právě královskou rodinu). Řehoř sehrál roli i v pronikání křesťanství do Albánie a do ostatních oblastí Kavkazu.
Založil církev (Arménská apoštolská církev), kde biskupský titul byl dědičný až do 5. století, po Řehořovi ji vedli jeho dva synové Vhartanes a Aristakes.
Závěr života strávil v samotě, podle jedné verze na poušti, podle jiné v horské jeskyni.